# Хемскерк, Фемке
Фредерике Джоанна Мария Хемскерк (нидерл. Frederike Johanna Maria Heemskerk; род. 21 сентября 1987, Рулофарендсвен, Южная Голландия), известная как Фемке Хемскерк (Femke Heemskerk) — нидерландская пловчиха, чемпионка Олимпийских игр 2008 года, двукратная чемпионка мира, трёхкратная чемпионка Европы.
Завершила карьеру в декабре 2021 года.

## Биография

### Начало карьеры
Фемке Хемскерк дебютировала на международных соревнованиях на чемпионате мира 2005 года в Монреале в эстафете на дистанциях 100 м и 200 м вольным стилем. Она принимала участие в европейских чемпионатах, в том числе на чемпионате 2006 года, однако не достигла успешных результатов.
На чемпионате мира 2007 года Хемскерк завоевала бронзовую медаль в эстафете 4×100 м вольным стилем вместе с Инге Деккер, Раноми Кромовидьойо и Марлин Велдхёйс. На чемпионате Европы 2007 года в Дебрецене она заняла 6 место в своём первом финальном заплыве на международной арене на дистанции 100 м вольным стилем. Она также финишировала на 10 месте на дистанции 200 м вольным стилем.

### 2008 год
На чемпионате Европы 2008 года Хемскерк в составе команды, завоевавшей бронзу на прошлогоднем чемпионате мира, установила мировой рекорд в эстафете 4×100 м вольным стилем, а также заняла четвёртое место в эстафете 4×200 м вольным стилем. В индивидуальном первенстве она не смогла пробиться в полуфинал.
В апреле Хемскерк приняла участие в чемпионате мира на короткой воде в Манчестере, где в том же составе установила мировые рекорды в эстафетах 4×200 м и 4×100 м вольным стилем (в последней эстафете Хинкелин Шрёдер, получившую травму локтя, заменила Раноми Кромовидьойо). В последний день турнира Хемскер завоевала серебряную медаль на дистанции 200 м вольным стилем в индивидуальном первенстве.
В июне Хемскер установила три национальных рекорда на чемпионате Голландии на дистанциях 200 м вольным стилем, 200 м комплексным плаванием и 100 м на спине.
На летних Олимпийских играх 2008 года в Пекине Хемскер в команде с Инге Деккер, Раноми Кромовидьойо и Марлин Велдхёйс завоевала золотую медаль в эстафете 4×100 м вольным стилем, показав время 3.33,76. На следующий день Хемскер соревновалась на дистанции 200 м комплексным плаванием, однако заняла лишь 28 место из-за высокой температуры. Она также принимала участие в квалификации в эстафетах 4×200 м вольным стилем и 4×100 м комплексным плаванием, однако в обоих случаях команда не пробилась в финал.
После олимпиады Хемскер приняла участие в Чемпионате Европы на короткой воде в Риеке, где завоевала серебряную медаль на дистанции 200 м вольным стилем, уступив Федерике Пеллегрини, а также пятое место на дистанции 100 м комплексным плаванием.

### 2011 год
В 2011 году Хемскерк завоевала золотую медаль на чемпионате мира в эстафете 4×100 м вольным стилем вместе с Инге Деккер, Раноми Кромовидьойо и Марлин Велдхёйс, показав время 3.33,96.

### 2012 год
На летних Олимпийских играх 2012 года в Лондоне Хемскерк с партнёршами по команде завоевала серебряную медаль в эстафете 4×100 м вольным стилем, уступив команде из Австралии.

#### 2018 год
На чемпионате мира по плаванию на короткой воде в китайском Хуанчжоу, в декабре, Фемке, на дистанции 200 метров вольным стилем завоевала бронзовую медаль чемпионата.

#### 2021 год
В мае 2021 года на чемпионате Европы в Будапеште, Фемке в составе эстафетной четвёрки Нидерландов на дистанции 4 по 100 метров и в смешанной эстафете 4 по 100 метров вольным стилем завоевала серебряные медали. На дистанции 100 метров вольным стилем завоевала золотую медаль, проплыв в финальном заплыве за 53,05.

## Личные рекорды
| Короткая вода                                   | Короткая вода | Короткая вода | Короткая вода                 |
| Дистанция                                       | Время         | Дата          | Место проведения соревнования |
| ----------------------------------------------- | ------------- | ------------- | ----------------------------- |
| 50 м вольным стилем                             | 25,31         | 2008-04-12    | Манчестер                     |
| 100 м вольным стилем                            | 53,16         | 2008-04-12    | Манчестер                     |
| 200 м вольным стилем                            | NR 1.52,42    | 2010-10-30    | Берлин                        |
| 100 м на спине                                  | NR 58,05      | 2010-10-31    | Берлин                        |
| 200 м на спине                                  | NR 2.06,62    | 2008-12-19    | Амстердам                     |
| 100 м комплексным плаванием в личном первенстве | 1.00,09       | 2008-12-13    | Риека                         |
| 200 м комплексным плаванием в личном первенстве | NR 2.09,78    | 2008-12-19    | Амстердам                     |

| Длинная вода                                    | Длинная вода | Длинная вода | Длинная вода                  |
| Дистанция                                       | Время        | Дата         | Место проведения соревнования |
| ----------------------------------------------- | ------------ | ------------ | ----------------------------- |
| 50 м вольным стилем                             | 26,30        | 2008-03-18   | Эйндховен                     |
| 100 м вольным стилем                            | 54,14        | 2009-04-18   | Амстердам                     |
| 200 м вольным стилем                            | NR 1.55,54   | 2011-07-26   | Шанхай                        |
| 100 м на спине                                  | 1.02,25      | 2009-04-17   | Амстердам                     |
| 200 м комплексным плаванием в личном первенстве | NR 2.15,52   | 2008-06-05   | Эйндховен                     |